# Leonyid Joszipovics Burjak
Leonyid Joszipovics Burjak (ukránul: Леонід Йосипович Буряк; Odessza, 1953. július 10. –) ukrán labdarúgóedző, korábban szovjet válogatott labdarúgó.

## Pályafutása

### Klubcsapatban
Pályafutása során több klubcsapatban is megfordult, így játszott többek között a Csornomorec Odesza, a Dinamo Kijiv, a Torpedo Moszkva, a Metaliszt Harkov és a finn Kemin Palloseura csapataiban. A leghosszabb időszakot a Dinamo Kijivnél töltötte, ahol 1973 és 1984 között játszott. A szovjet bajnokságot öt (1974, 1975, 1977, 1980, 1981), a szovjet kupát 3 alkalommal (1974, 1978, 1982) nyerte meg a Dinamoval.

### A válogatottban
1972 és 1983 között 49 alkalommal szerepelt a szovjet válogatottban és 8 gólt szerzett. Tagja volt az 1976. évi nyári olimpiai játékokon bronzérmet nyerő válogatottnak. Részt vett az 1982-es világbajnokságon.

### Edzőként
2002 és 2003 között az ukrán válogatottat irányította szövetségi kapitányként.

## Sikerei, díjai
Dinamo Kijiv
- Szovjet bajnok (5): 1974, 1975, 1977, 1980, 1981
- Szovjet kupa (3): 1974, 1978, 1982
- Szovjet szuperkupa (1): 1980
- Kupagyőztesek Európa-kupája (1): 1974–75
- UEFA-szuperkupa (1): 1975

Torpedo Moszkva
- Szovjet kupa (1): 1985–86

Metaliszt Harkov
- Szovjet kupa (1): 1987–88

Szovjetunió
- Olimpiai bronzérmes (1): 1976

## Külső hivatkozások
- Leonyid Joszipovics Burjak – a FIFA adatbázisában
- Leonyid Burjak adatlapja a National-Football-Teams.com oldalon (angolul)

- Leonyid Burjak. eu-football.info
- Leonyid Burjak (orosz nyelven). rusteam.permian.ru. [2020. február 16-i dátummal az eredetiből archiválva]. (Hozzáférés: 2018. április 4.)
- Leonyid Joszipovics Burjak profilja az Olympedia oldalán (angolul)